# Concatedral de Nuestra Señora de los Dolores (Poprad)
La Concatedral de Nuestra Señora de los Dolores o simplemente Catedral de Poprad (en eslovaco: Konkatedrála Sedembolestnej Panny Márie) Es la principal iglesia católica en la ciudad de Poprad, Eslovaquia. El título de "co-catedral" se refiere al hecho de que es la segunda catedral de la diócesis de Spiš, después de la catedral de San Martín de Spišská Kapitula.
Fue construida entre 1939 y 1942. La iglesia es de 48 m de largo por 22 m de ancho. En el momento de la inauguración el 8 de septiembre de 1942 seguía sin tener la decoración interior y la torre. En el altar mayor están monumentos a los Siete Dolores de la Virgen María, San Juan Apóstol y María Magdalena. La imagen del calvario en piedra se remonta a 1957 y el órgano actual fue instalado en 1968.

## Véase también

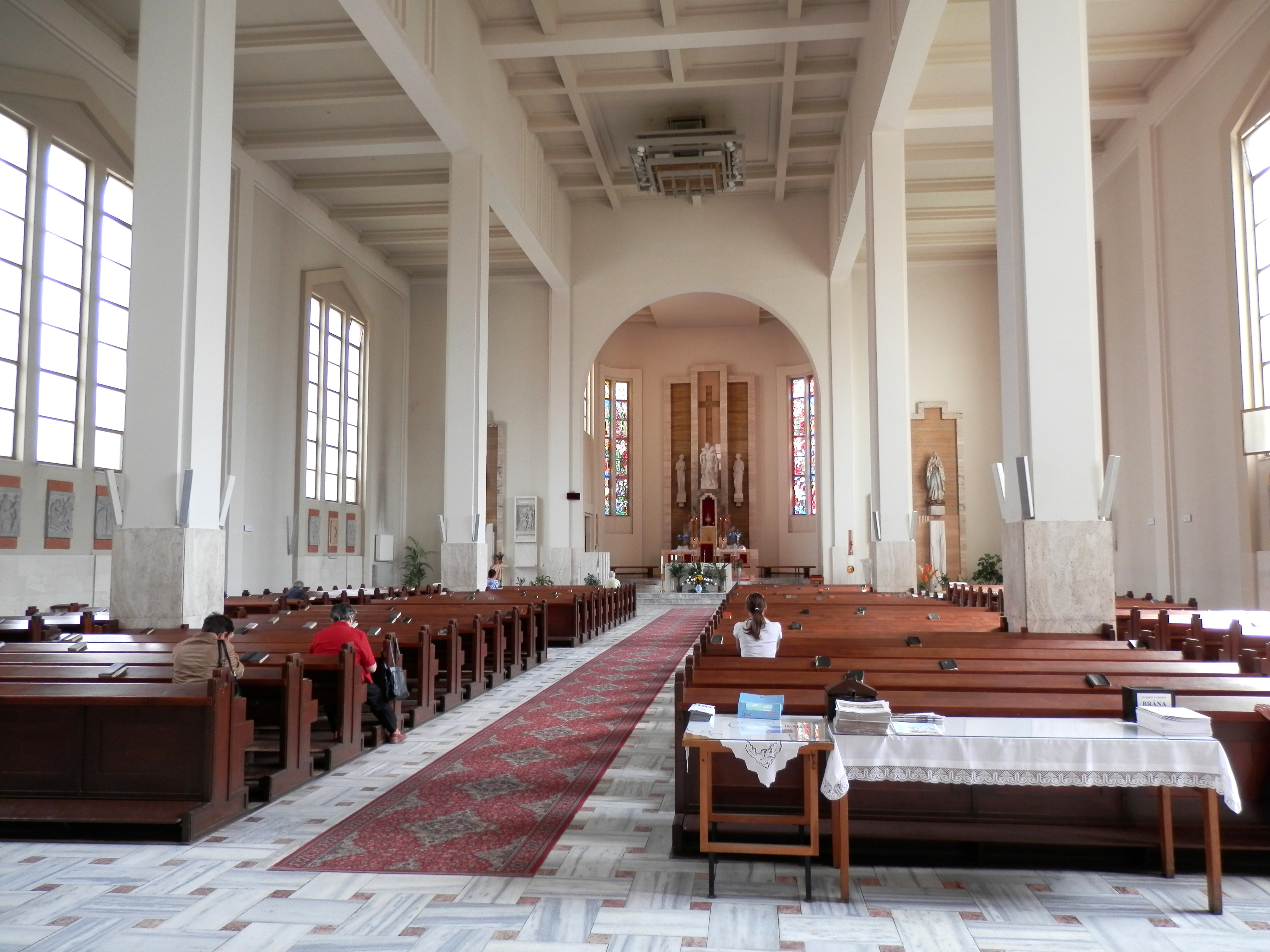
Vista interna